# Smalltalk
Smalltalk är ett objektorienterat programspråk som togs fram vid Xerox Palo Alto Research Center (PARC) under 1970- och 1980-talet, av Alan Kay, Dan Ingalls, Ted Kaehler, Adele Goldberg. Första versionen släpptes redan 1972. De första publika versionerna spriddes under början av 1980-talet, baserade på framförallt Smalltalk-80.
Även om Smalltalk i sig inte blivit någon större framgång anses det ha varit grunden till många andra framsteg för datoranvändning, som till exempel användningen av fönsterhantering, ikoner för val på bildskärm, den moderna objektorienterade vokabulären, designmönster som Model-View-Controller (MVC), plattformsoberoende via användandet av Virtuell maskin (VM), Just In Time-kompilering (JIT) redan 1983 (då ibland kallad Deutsch-Schiffman-kompilering), samt tongivande i tillkomsten och utvecklandet av designmönster.
Trots att Smalltalk fortfarande för en lite tillbakadragen roll bland de "stora lagren av programmerare" frodas och görs fortfarande innovativ (föregångs-) utveckling inom bland annat webbteknologi, IDE-utveckling samt extremprogrammering med bland annat ledande utveckling inom testdriven utveckling och verktyg och tekniker för refaktorering.